# Sin Hyok
Sin Hyok, né le 3 juillet 1992 à Pyongyang en Corée du Nord, est un joueur de football international nord-coréen, qui évolue au poste de gardien de but.

## Biographie

### Carrière internationale
Il joue son premier match en équipe de Corée du Nord le 13 octobre 2018, en amical contre l'Ouzbékistan (défaite 2-0).
En janvier 2019, il est retenu par le sélectionneur Kim Yong-jun afin de participer à la Coupe d'Asie des nations organisée aux Émirats arabes unis, en tant que gardien remplaçant. 

## Palmarès
- Champion de Corée du Nord en 2016 avec le Kigwancha SG